# Zgornji Obrež
Zgornji Obrež – wieś w Słowenii, w gminie Brežice. W 2018 roku liczyła 169 mieszkańców.